# Nicole Vermast
Nicole Vermast, née le 6 mars 1968, est une coureuse cycliste néerlandaise.

## Palmarès sur route

### Palmarès par années
- 1992
  - 9e du Tour de Belgique
- 1996
  - Vianen
  - Tour de Midden-Nederland
  - Varik
  - Zevenbergen
  - 2e du championnat des Pays-Bas du contre-la-montre
  - 2e de Ster van Zeeland
  - 2e de Westfriese Dorpenomloop
- 1997
  -  Championne des Pays-Bas sur route
  - Tour de Midden-Nederland
  - Ster van Zeeland 
    - Classement général
    - 2e et 4e étapes

  - Zuidland
  - 2e de Boekel
  - 3e de Omloop der Kempen
- 1998
  - Boekel
    - Classement général
    - 1re étape

  - 4e étape de Ster van Zeeland
  - 3e de Greenery International
  - 3e de Omloop van het Ronostrand